# 贡井镇
贡井镇，是中华人民共和国甘肃省兰州市榆中县下辖的一个乡镇级行政单位。
2016年，甘肃省民政厅批复同意撤销贡井乡，设立贡井镇。

## 行政区划
贡井镇下辖以下地区：
贡马井村、吕家岘村、大坪洼村、石台村、地湾村、古坝村、崖头岭村、佐堤村和套岔岘村。